# Петровский, Александр Павлович
Александр Павлович Петровский (1906 — 5 сентября 1945) — деятель КП(б)У, который перешел на сторону румынской оккупационной власти.

## Биография
Член КП(б)У с 1932 г. К началу войны — секретарь Водно-транспортного райкома КП(б)У в городе Одесса. В 1941 году во время отступления советских войск из Одессы был оставлен в городе для подпольной работы, назначен 1-м секретарем Одесского подпольного обкома. В октябре 1941 г. был арестован румынской полицией и согласился дать определённые показания, которые, однако, не имели особой пользы для полиции. Петровский заявил, что действительно был оставлен для подпольной работы, но подполья как такового, по его словам, не существовало, он должен был сам его создать. Позже, в 1943 году, из-за предательства его знакомой Зинаиды Мойсейчик была найдена записная книжка Петровского, что позволило румынам понять, что Петровский вводил их в заблуждение.
Впоследствии устроился на гражданскую работу. В начале 1942. бежал из Одессы и прекратил сотрудничество с полицией. В 1943 г. (по причине обнаружения его записной книжки) был найден и вновь арестован, на допросе отказался от сотрудничества с румынами (этот факт был подтверждён после войны допросами арестованных офицеров румынской полиции). В 1944 г. был вывезен в Румынию.
Арестован 18 сентября 1944 г. УН КГБ по Одесской области по обвинению в государственной измене. 5 сентября 1945 г. расстрелян. Следствием было, однако, установлено, что Петровский никого не выдавал, поскольку подполья как такового не существовало — ему была поставлена задача его создать и привлечь необходимых людей, чего он не сделал. Обвинение Петровского в том, что он выдал 2-го секретаря С. С. Сухарева, было опровергнуто, поскольку Сухарев в 1942—1943 г. и до своего ареста не имел контактов с Петровским.
Проверка прокуратуры установила факт отказа Петровского от подпольной работы, но не нашла доказательств его измены — было установлено, что показания, которые привели к арестам, дали другие люди. На основании этого в 1966 г. Петровский был реабилитирован.